# Рацинево (Куявсько-Поморське воєводство)
Рацинево (пол. Raciniewo, нім. Siegsruh) — село в Польщі, у гміні Уніслав Хелмінського повіту Куявсько-Поморського воєводства.
Населення — 745 осіб (2011).
У 1975-1998 роках село належало до Торунського воєводства.

## Демографія
Демографічна структура станом на 31 березня 2011 року:
|          | Загалом | Допрацездатний вік | Працездатний вік | Постпрацездатний вік |
| -------- | ------- | ------------------ | ---------------- | -------------------- |
| Чоловіки | 378     | 82                 | 264              | 32                   |
| Жінки    | 367     | 90                 | 217              | 60                   |
| Разом    | 745     | 172                | 481              | 92                   |